# Симеон Петковски
Симеон Георгиев Петковски е български офицер, генерал-лейтенант.

## Биография
Роден е на 21 януари 1935 г. в софийското село Костенец. Завършва гимназия в Ихтиман, а по-късно Военно училище в София. През 1958 г. е вербуван за агент от III управление (военно контраразузнаване) на Държавна сигурност с псевдоним Пешев. През 1967 г. завършва Военно-артилерийска академия в Санкт Петербург със специалност „Ракетно-артилерийско въоръжение“, а през 1978 г. и Академията „Климент Ворошилов“ в Москва. Около 1989 г. е началник на управление „Ракетно-артилерийско въоръжение и радиолокаторна техника“ към Министерството на отбраната. На 3 април 1996 г. е освободен от кадрова военна служба. През 1997 г. става заместник-министър на отбраната. Бил е Главен съветник на Министъра на отбраната по въпросите на въоръжението и техниката, Началник на военно-икономическия блок на Министерството на отбраната. Председател е на Съвета на директорите на Военен завод „Арсенал“, член на надзорния съвет на ДП „МЕТАЛХИМ“ и Оптико-електронен завод – Панагюрище.